# Dom Zdrojowy w Sopocie

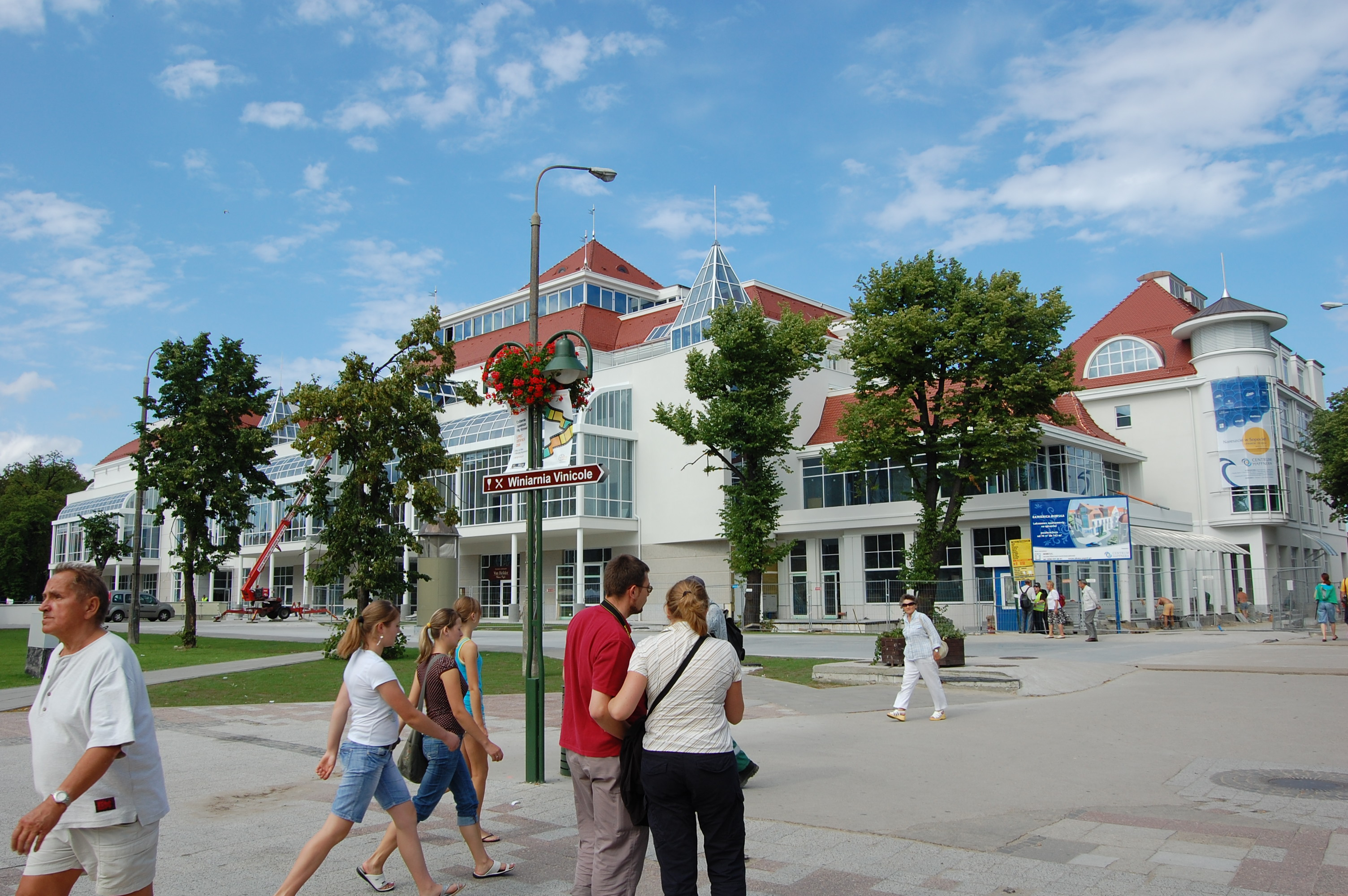
Dom Zdrojowy od strony Monciaka

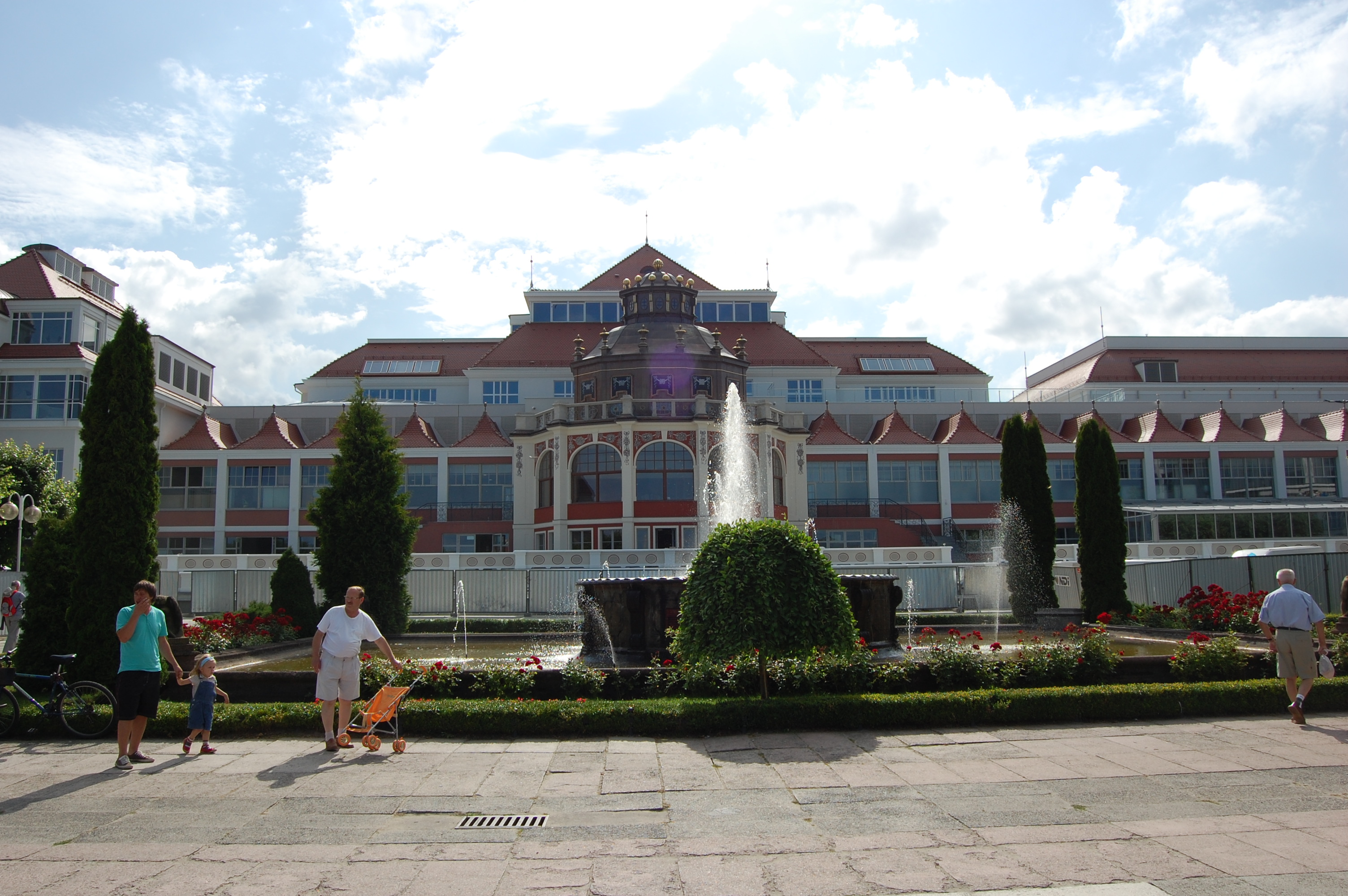
Dom Zdrojowy od strony morza

Dom Zdrojowy – wielofunkcyjny budynek usługowy w Sopocie, oddany do użytku 1 lipca 2009. Usytuowany jest naprzeciw molo i liczy 10 105 m² powierzchni. Wraz z przylegającym do niego hotelem Sheraton tworzy jeden kompleks funkcjonalny. Znajdują się w nim:
- spa
- centrum konferencyjne
- restauracje i bary
- pasaż handlowy
- podziemny parking

Planowane jest również otwarcie w jego wnętrzach pijalni wód mineralnych, galerii sztuki i centrum wystawienniczego.

## Historia
Pierwszy Dom Zdrojowy wybudowano w Sopocie w 1824. Na początku był to parterowy budynek, który z czasem został rozbudowany i gdzie zlokalizowano pokoje hotelowe i salę balową.
W 1879 przystąpiono do budowy nowego obiektu, oddanego do użytku dwa lata później. Nowy Dom Zdrojowy został zlokalizowany w miejscu tego, który istnieje dzisiaj.
W 1909 obiekt został zburzony, a w jego miejscu wzniesiono trzeci Dom Zdrojowy, zaprojektowany przez gdańskiego architekta Carla Webera. Budynek został uroczyście otwarty 16 czerwca 1910. Znalazły się w nim sale balowe, restauracje, kasyno i hotel.
W 1945 po zajęciu Sopotu przez Armię Czerwoną Dom Zdrojowy został przez nią splądrowany, a następnie podpalony. Po przekazaniu miasta Polsce budynku nie odbudowano.
W 2006 przystąpiono do budowy czwartego Domu Zdrojowego wraz z hotelem. Nowy gmach w dużej mierze nawiązuje architektonicznie do swojego poprzednika.